# Origanum syriacum
Origanum syriacum är en kransblommig växtart som beskrevs av Carl von Linné. Origanum syriacum ingår i släktet kungsmyntor, och familjen kransblommiga växter. Inga underarter finns listade i Catalogue of Life.

## Bildgalleri

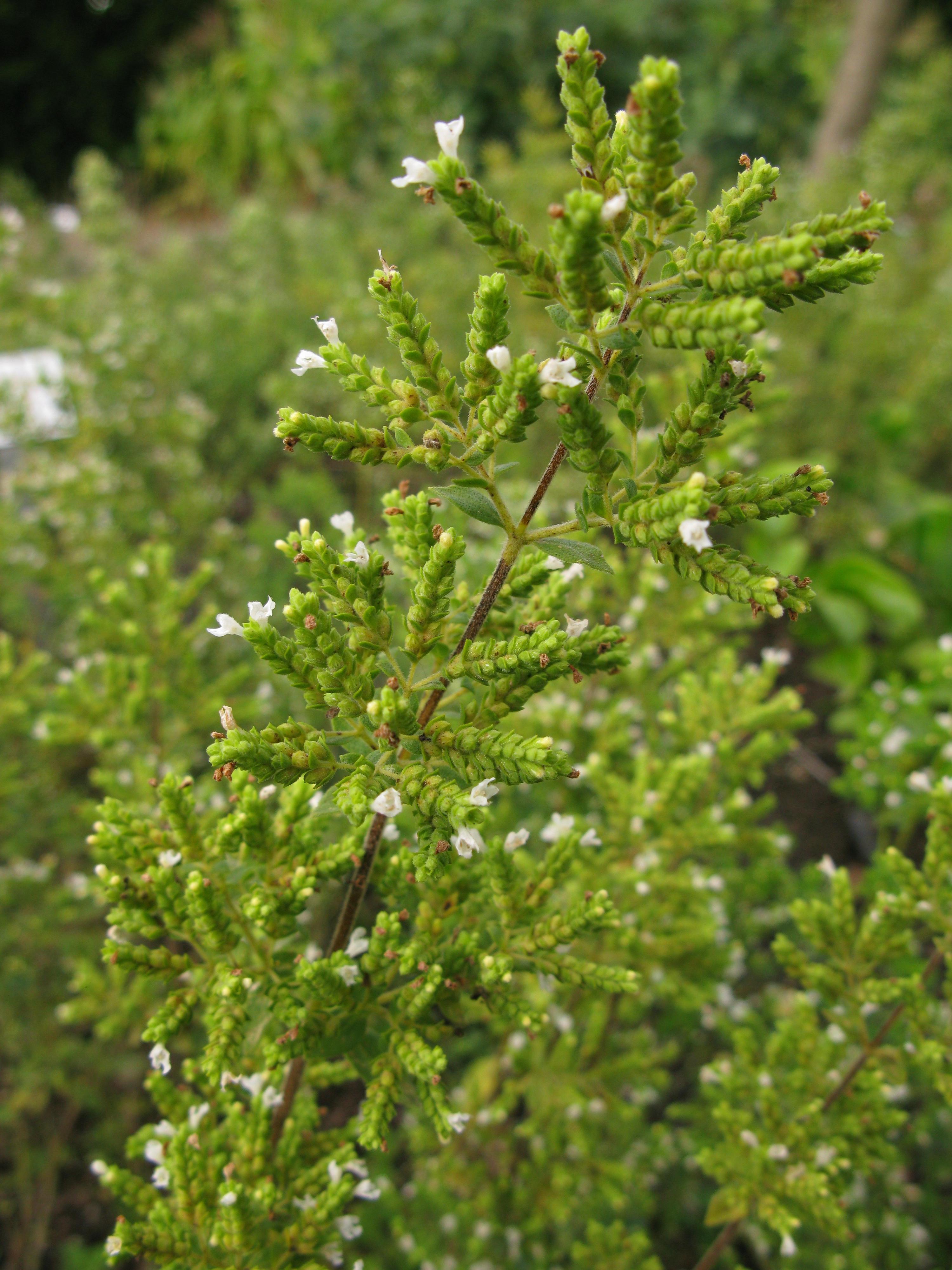
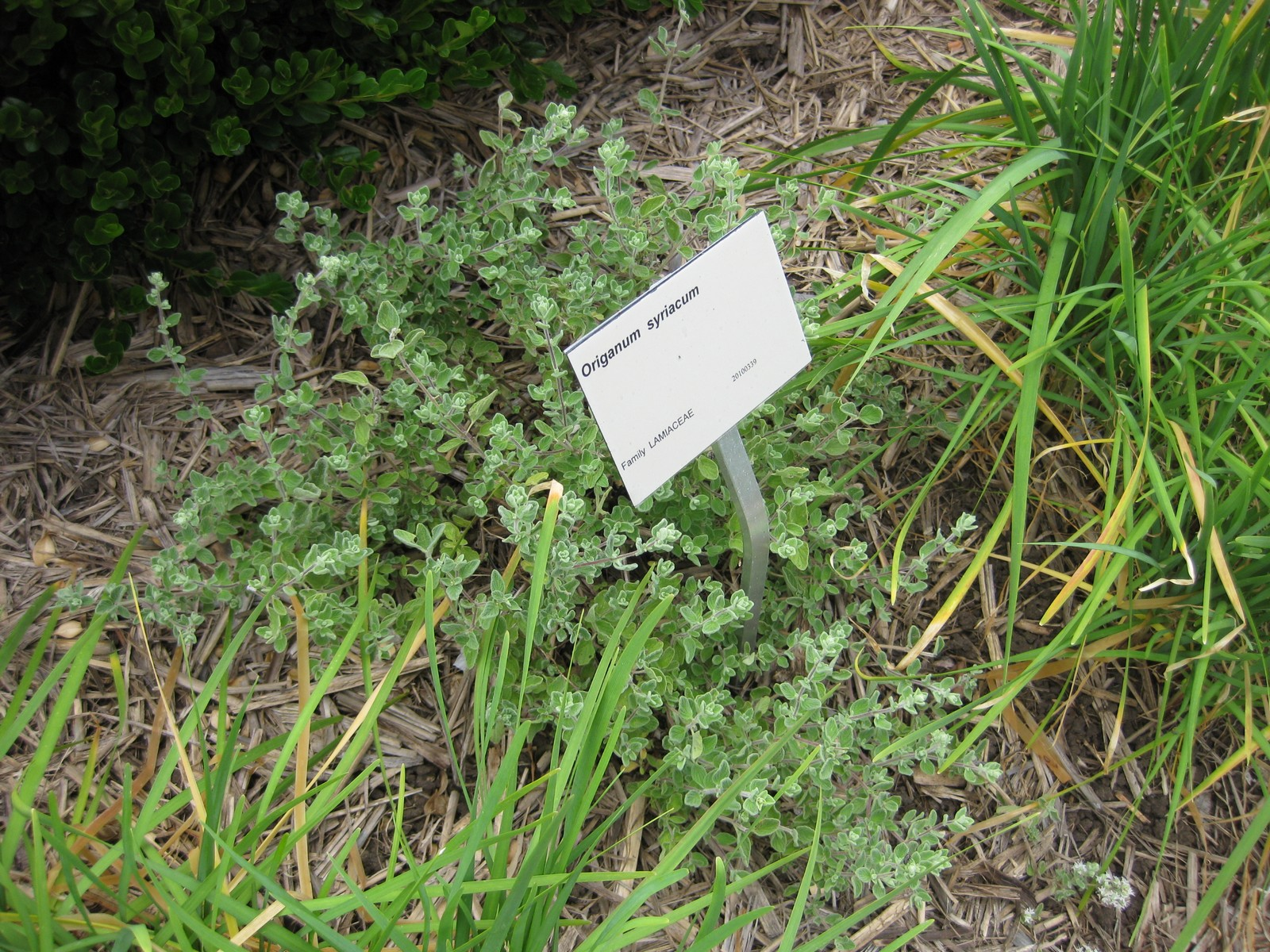
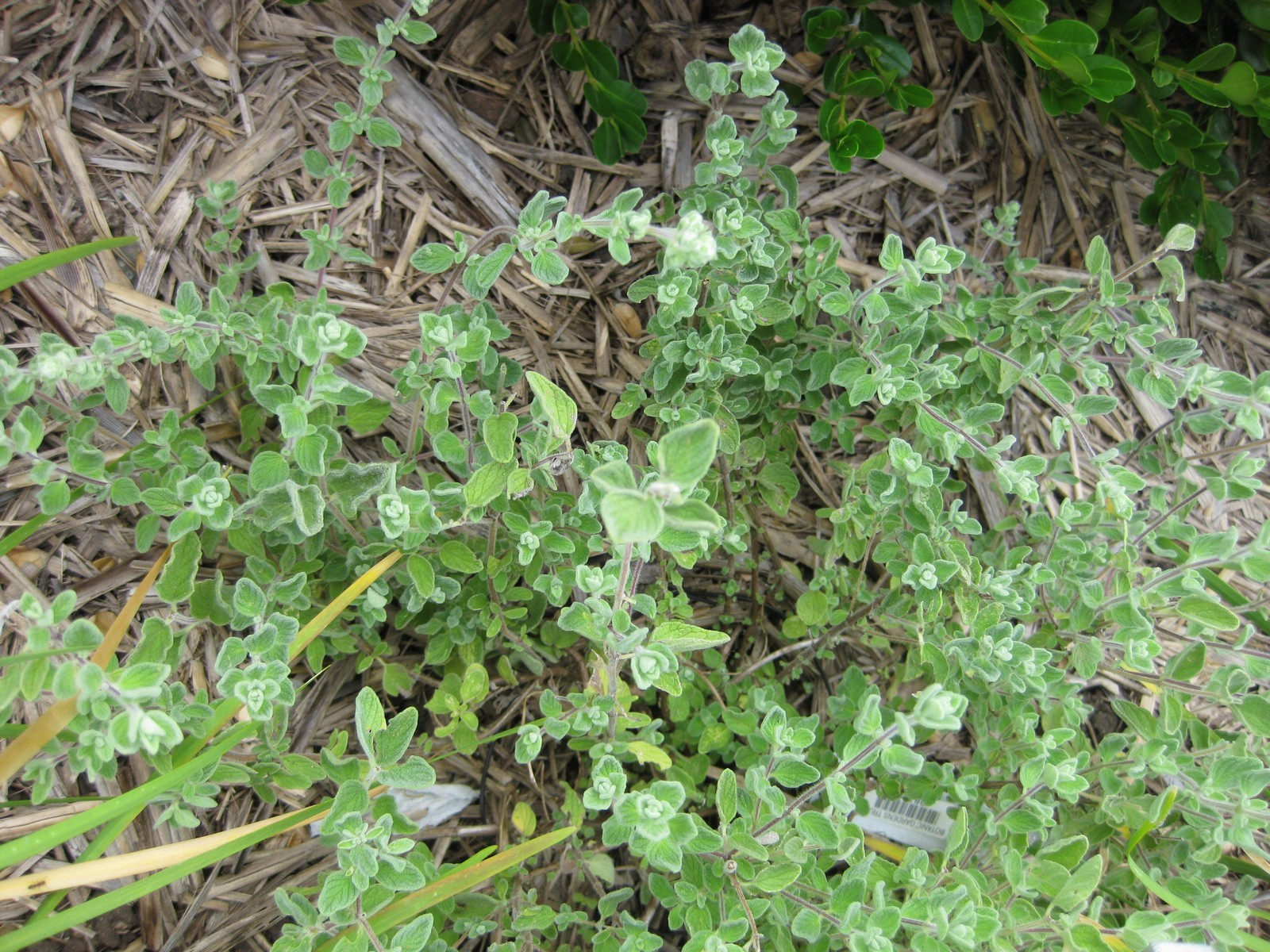
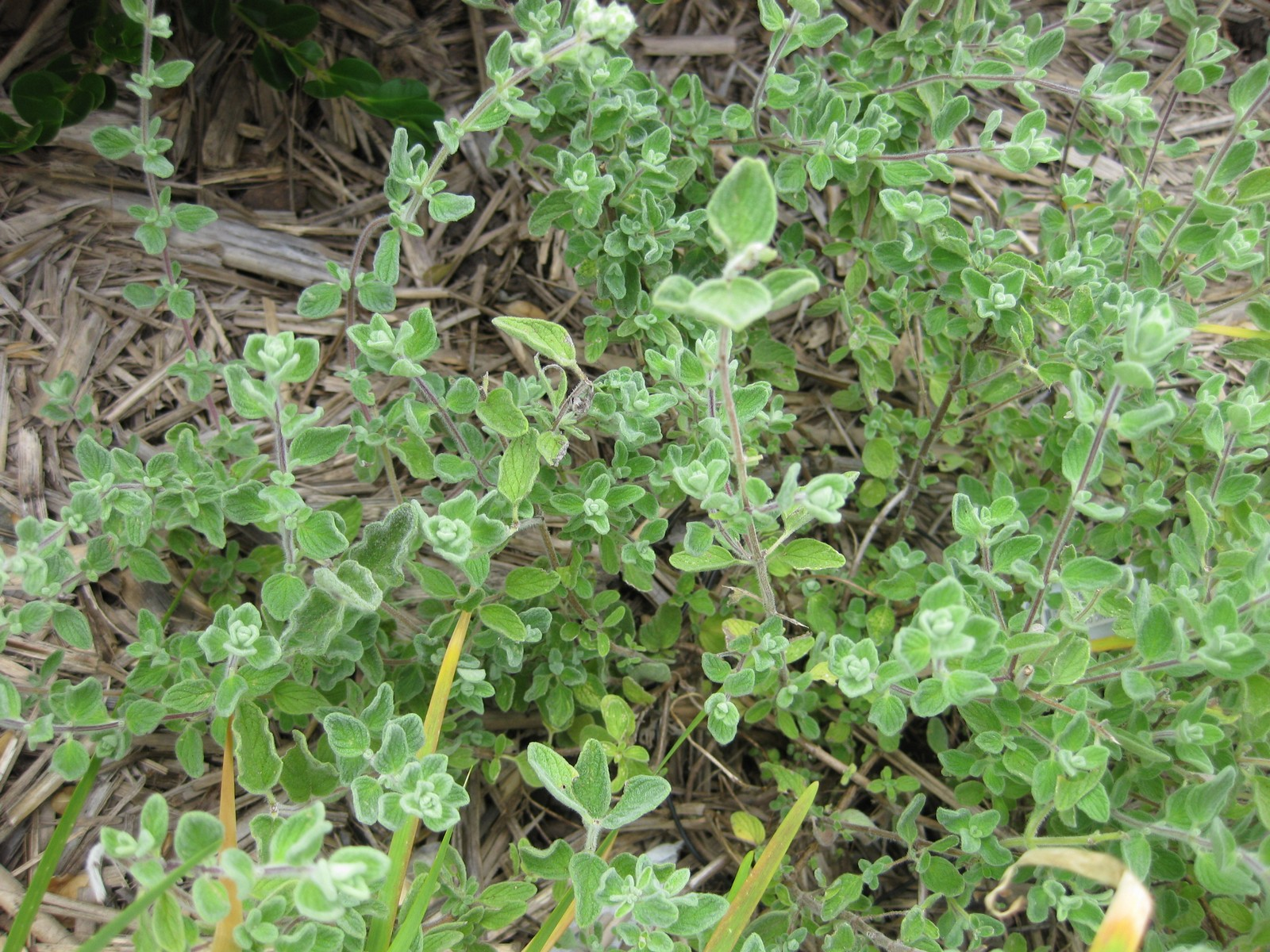
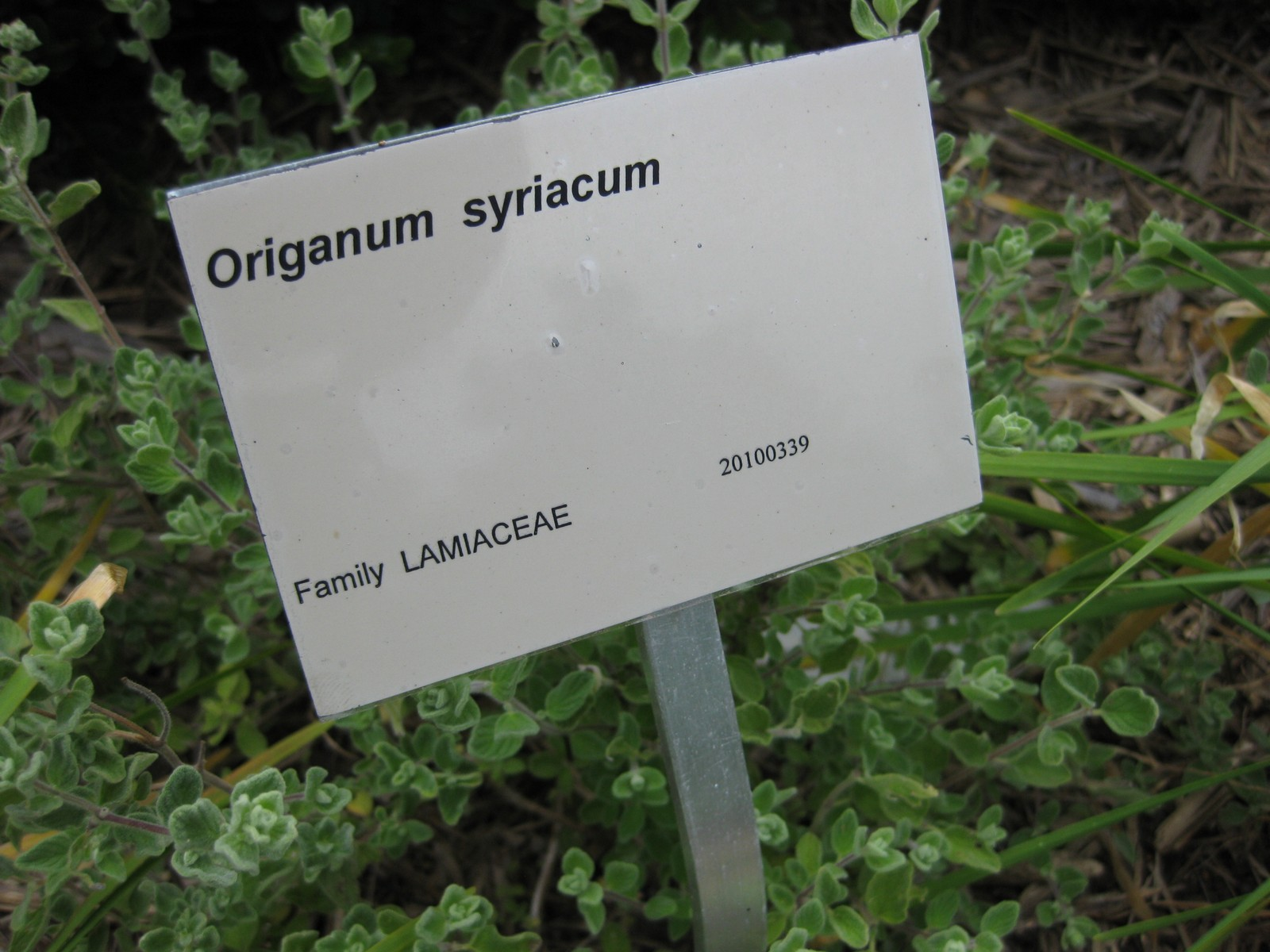